# John Guerin
John Payne Guerin (31 de octubre de 1939 – 5 de enero de 2004) fue un batería, percusionista y músico de sesión estadounidense.

## Biografía
Guerin nació en Hawái y creció en San Diego. Comenzó a tocar la barería profesionalmente con Buddy DeFranco en 1960. A finales de los años 60 se mudó a Los Ángeles donde sirvió como músico de sesión para artistas como Frank Sinatra, George Harrison, Frank Zappa, The Animals, Joni Mitchell, Them, Thelonious Monk, Lou Rawls, Ray Conniff, George Shearing, Peggy Lee, Ella Fitzgerald, Linda Ronstadt, Nelson Riddle entre muchos otros. Entre julio de 1972 y enero de 1973 formó parte de The Byrds, y a finales de ese mismo año se unió a L.A. Express. La banda acompañó a la cantautora canadiense Joni Mitchell durante unos años a mediados de los 70. Guerin mantuvo una breve relación con Mitchell durante esta época.
Guerin fue uno de los máximos exponentes del etilo jazz-rock y uno de los baterías más prolíficos de todos los tiempos.  Entre sus muchas contribuciones a las bandas sonoras de cine y televisión, Guerin trabajó en la banda sonora de la película homenaje a Charlie Parker, Bird de Clint Eastwood. Su batería es también la que suena en el famoso tema de apertura de la serie Hawaii Five-O.
En sus últimos años, Guerin trabajó con Oscar Peterson, Jon Faddis, Jimmy Heath, Ray Charles, Sonny Rollins, Justin Morell, Andreas Pettersson, David Basse, David Garfield, Gary Lemel y Mike Melvoin.
Guerin falleció el 5 de enero de 2004 en West Hills, California.

## Discografía parcial
Con Gene Ammons
- Brasswind (Prestige, 1974)

Con Don Ellis
- Haiku (MPS, 1974)

Con Monk Higgins
- Extra Soul Perception (Solid State, 1968)

Con Blue Mitchell
- Bantu Village (Blue Note, 1969)
- Blues' Blues (Mainstream, 1972)

Con Oliver Nelson
- Black, Brown and Beautiful (Flying Dutchman, 1969)
- Zig Zag (Original Motion Picture Score) (MGM, 1970)

Con Howard Roberts
Spinning Wheel
- Antelope Freeway (Impulse!, 1971)

Con The Byrds
- Banjoman - The Original Soundtrack (grabado en 1972 y publicado en 1977)

Con Tom Scott
- Rural Still Life (Impulse!, 1968)

Con Bud Shank
- Magical Mystery (World Pacific, 1967)
- Let It Be (Pacific Jazz, 1970)

Con Gábor Szabó
- Light My Fire with Bob Thiele (Impulse!, 1967)
- Wind, Sky and Diamonds (Impulse!, 1967)

Con Frank Zappa
- Lumpy Gravy (Capitol, 1967)
- Hot Rats (Bizarre/Reprise, 1969)
- Chunga's Revenge (Bizarre/Reprise, 1970)
- Apostrophe (') (DiscReet, 1974)
- The Lost Episodes (Rykodisc, 1996)

Con Seals and Crofts
- Diamond Girl (We May Never Pass this way Again) (Warner Bros, 1973)